# 豊島区立朝日小学校
豊島区立朝日小学校（としまくりつ あさひしょうがっこう）は、東京都豊島区巣鴨5丁目にある公立小学校。

## 沿革
- 1923年（大正12年）10月8日 - 第四巣鴨尋常小学校開校。
- 1928年（昭和3年）4月1日 - 西巣鴨第四尋常小学校と改称。
- 1938年（昭和13年）7月 - プール新設。
- 1944年（昭和19年）8月 - 戦局の悪化により、集団疎開実施。
- 1945年（昭和20年）4月13日 - 空襲のため、校舎全焼（学校としては事実上一旦廃校）。
- 1950年（昭和25年）
  - 4月1日 - 豊島区立朝日小学校開校。
  - 6月17日 - 開校祝賀式挙行し、校章決定。また、この日（6月17日）を開校記念日と決定。
- 1954年（昭和29年）1月25日 - 図書館落成。
- 1959年（昭和34年）11月19日 - 校歌制定。
- 1960年（昭和35年）6月17日 - 創立10周年記念式典挙行。
- 1965年（昭和40年）3月10日 - 第一次鉄筋校舎落成。
- 1968年（昭和43年）4月18日 - 第二次鉄筋校舎・体育館落成。
- 1970年（昭和45年）11月25日 - 創立20周年記念式典挙行。
- 1973年（昭和48年）5月31日 - プール完成。
- 1975年（昭和50年）
  - 2月28日 - 第三次鉄筋校舎落成。
  - 11月8日 - 創立25周年記念式典挙行。
- 1976年（昭和51年）3月16日 - 「至誠の鐘」完成。
- 1981年（昭和56年）2月14日 - 創立30周年記念式典挙行。
- 1990年（平成2年）
  - 2月16日 - 藤棚・池完成。
  - 10月20日 - 創立40周年記念式典挙行。
- 1994年（平成6年）3月31日 - プール改修工事完了。
- 1996年（平成8年）3月1日 - 図書室改修工事完了。
- 1997年（平成9年）12月15日 - パソコンルーム新設。
- 1999年（平成11年）11月30日 - 第三期耐震工事完了。
- 2000年（平成12年）
  - 9月 - 校庭改修工事完了。
  - 11月4日 - 創立50周年記念式典挙行。
- 2003年（平成15年）4月23日 - 校内LAN設置完了。
- 2005年（平成17年）
  - 6月30日 - 普通教室冷房設備設置完了。
  - 12月13日 - 創立55周年記念式典挙行。
- 2009年（平成21年）
  - 4月1日 - 特別支援教育学級「ひいらぎ学級」開級。
  - 11月 - 理科室・図工室改修工事完了。
- 2010年（平成22年）
  - 3月12日 - 「至誠の鐘」鐘屋新設工事完了。
  - 10月21日 - 正門・通用門・第一第二昇降口と校舎外壁・屋上・西側階段等改修工事完了。
  - 11月6日 - 創立60周年記念式典挙行。
- 2011年（平成23年）2月25日 - プール及びプール棟改修工事完了。
- 2012年（平成24年）9月28日 - 校庭（人工芝）改修工事完了し、 芝開きの式挙行。
- 2016年（平成28年）
  - 1月23日 - 創立65周年記念式典挙行。
  - 10月19日 - 体育館改修工事完了。
- 2020年（令和2年）
  - 3月31日 - 校庭改修工事完了。
  - 10月24日 - 創立70周年記念式典挙行。

## 通学区域と進学先中学校
出典

### 通学区域
- 巣鴨4丁目（27番・28番(9号～16号)・29番(8号～19号・20号の一部)・30番・31番・32番(5号の一部・6号～16号)・34番～44番）
- 巣鴨5丁目（全域）
- 西巣鴨3丁目（全域）
- 西巣鴨4丁目（全域）

### 進学先中学校
公立中学校に進学する場合
- 豊島区立巣鴨北中学校

## 周辺
本校は北区との区境線に近く、「◯」が付されている施設は北区に所在する。
- 区民ひろば朝日 - 同一敷地内
- 白泉寺 - 敷地が隣接
- 豊島区立朝日公園 - 豊島区道をはさんで、敷地が隣接。
- 總禅寺
- 豊島区立巣鴨五丁目児童遊園
- 本妙寺
- 国道17号線
- 都営地下鉄三田線 - 学校付近で国道17号線の地下を通る。
- ◯武蔵野中学高等学校
- このほか、中小規模のマンション・アパートや工場なども点在する。また、国道17号線沿いには、ロードサイド店も点在する。

## アクセス
- 都営バス 草63・草64の各系統で、「新庚申塚」停留所より、
  - 6番のりばから、徒歩約155メートル・約3 - 4分。
  - 7番のりばから、徒歩約280メートル・約4 - 5分。
    - なお、新庚申塚停留所から学校敷地まで直線距離では約140メートル程だが、都電荒川線新庚申塚停留場近くにある国道17号線を跨ぐ横断歩道を経由する必要があるため、約2倍の距離となる。
- 都電荒川線新庚申塚停留場より、
  - 早稲田方面のりばから、徒歩約230メートル・約4分。
  - 三ノ輪橋方面のりばから、徒歩約285メートル・約5分。